# Квітень 2007
Квітень 2007 — четвертий місяць 2007 року, що розпочався у неділю 1 квітня та закінчився у понеділок 30 квітня.

## Події
- 2 квітня — президент України Віктор Ющенко розпустив Верховну Раду України.
- 11 квітня — Джордж Буш підписав закон про підтримку вступу України та Грузії в НАТО.
- 16 квітня — масове вбивство в університеті Вірджинії (США).
- 17-22 квітня — Чемпіонат Європи з боротьби.
- 21 квітня — приземлився спускний апарат корабля «Союз ТМА-9».
- 22 квітня — перший тур президентських виборів у Франції; у другий тур вийшли Ніколя Саркозі (UMP) і Сеголен Руаяль (СПФ).